# Enzyklopädie der griechisch-römischen Antike
Die Enzyklopädie der griechisch-römischen Antike (EGRA) ist eine seit 2007 erscheinende, fortlaufend ergänzte Spezialenzyklopädie zur antiken Geschichte, deren Einzelbände nach dem Konzept der Reihen Grundriss der Geschichte und Enzyklopädie deutscher Geschichte des Oldenbourg Wissenschaftsverlags (seit 2013 Verlag De Gruyter) erstellt werden. Dementsprechend gliedert sich jeder Band in drei Teile: Einer einführenden Überblicksdarstellung (I. Enzyklopädischer Überblick) folgen eine analysierende Dokumentation vergangener und aktueller Forschungsdiskussionen (II. Grundprobleme und Tendenzen der Forschung) sowie eine thematisch geordnete Auswahlbibliographie (III. Literatur). Die von Aloys Winterling in Verbindung mit Kai Brodersen, Martin Jehne und Winfried Schmitz herausgegebene Reihe ist auf 14 Bände angelegt.

## Einzelbände
Folgende Titel sind bislang erschienen bzw. vorgesehen:
| Band | Titel                                               | Autor            | Jahr | ISBN                   |
| ---- | --------------------------------------------------- | ---------------- | ---- | ---------------------- |
| 1    | Haus und Familie im antiken Griechenland            | Winfried Schmitz | 2007 | ISBN 978-3-486-58376-2 |
| 2    | Haus und Familie im antiken Rom                     | Winfried Schmitz |      |                        |
| 3    | Die griechische Gesellschaft                        | Aloys Winterling |      |                        |
| 4    | Die römische Gesellschaft                           | Aloys Winterling |      |                        |
| 5    | Politische Ordnung im klassischen Griechenland      | N.N.             |      |                        |
| 6    | Politische Ordnung in der römischen Republik        | Uwe Walter       | 2017 | ISBN 978-3-486-59696-0 |
| 7    | Außenpolitik, Bünde und Reichsbildung in der Antike | Ernst Baltrusch  | 2008 | ISBN 978-3-486-58401-1 |
| 8    | Antike Monarchie                                    | Gregor Weber     |      |                        |
| 9    | Militär und Kriegführung in der Antike              | Christian Mann   | 2013 | ISBN 978-3-486-59682-3 |
| 10   | Antike Wirtschaft                                   | Sitta von Reden  | 2015 | ISBN 978-3-486-59700-4 |
| 11   | Griechische Geschlechtergeschichte                  | Tanja S. Scheer  | 2011 | ISBN 978-3-486-59684-7 |
| 12   | Römische Geschlechtergeschichte                     | Tanja S. Scheer  |      |                        |
| 13   | Antike Religion                                     | Bernhard Linke   | 2014 | ISBN 978-3-486-59702-8 |
| 14   | Das frühe Christentum                               | N.N.             |      |                        |